# Station Hermes-Berthecourt
Station Hermes-Berthecourt is een spoorwegstation in de Franse gemeente Hermes.